# Nijlen
Nijlen – miejscowość i gmina (gemeente) w Belgii, w Regionie Flamandzkim, w prowincji Antwerpia, w okręgu Mechelen. 

## Demografia
- Źródła: NIS, od 1806 do 1981= według spisu; od 1990 liczba ludności w dniu 1 stycznia

1 stycznia 2024 całkowita populacja Nijlen liczyła 23 707 osób. Łączna powierzchnia gminy wynosi 39,20 km², co daje gęstość zaludnienia 605 mieszkańców na km².

## Podział administracyjny
W skład gminy wchodzą dwie dzielnice (deelgemeente):
- Bevel
- Kessel

## Współpraca
Miejscowości partnerskie:
- Güssing, Austria
- Hodora, Rumunia
- Voeren, Limburgia